# Коцупиева Степь
Коцупиева Степь (укр. Коцупіїв Степ) — село, Яснопольщинский сельский совет, Липоводолинский район, Сумская область, Украина.
Население по данным 1984 года составляло 40 человек.
Село упразднено в 1991 году.

## Географическое положение
Село Коцупиева Степь находится на расстоянии в 1 км от села Яснопольщина.
По селу протекает пересыхающий ручей.

## История
- 1991 — село упразднено[1].
- Найден на подробной карте Российской Империи и близлежащих заграничных владений. Столистовая карта.1816 года как хутор Жуковского. [2]